# Slowakischer Fürst-Pribina-Orden
Der Fürst-Pribina-Orden wurde 1940 durch Staatspräsident Jozef Tiso als höchster Orden der 1. Slowakischen Republik gestiftet und nach dem  mittelalterlichen slowakischen Fürsten Pribina benannt. Er diente als Belohnung für Zivil- und Militärverdienste und wurde sowohl an In- wie Ausländer verliehen.
Mit der Besetzung des Landes durch die Rote Armee und dem daraus resultierenden Ende der Republik wurde der Orden ab Mai 1945 nicht mehr verliehen.

## Ordensklassen
Der Orden hatte fünf Klassen:
- Großkreuz
- Großoffizier
- Komtur
- Offizier
- Ritter

Als besondere Auszeichnung wurde das Großkreuz auch mit einer Collane verliehen. Für Militärverdienste konnte der Orden mit Schwertern am Ring zur Verleihung kommen.

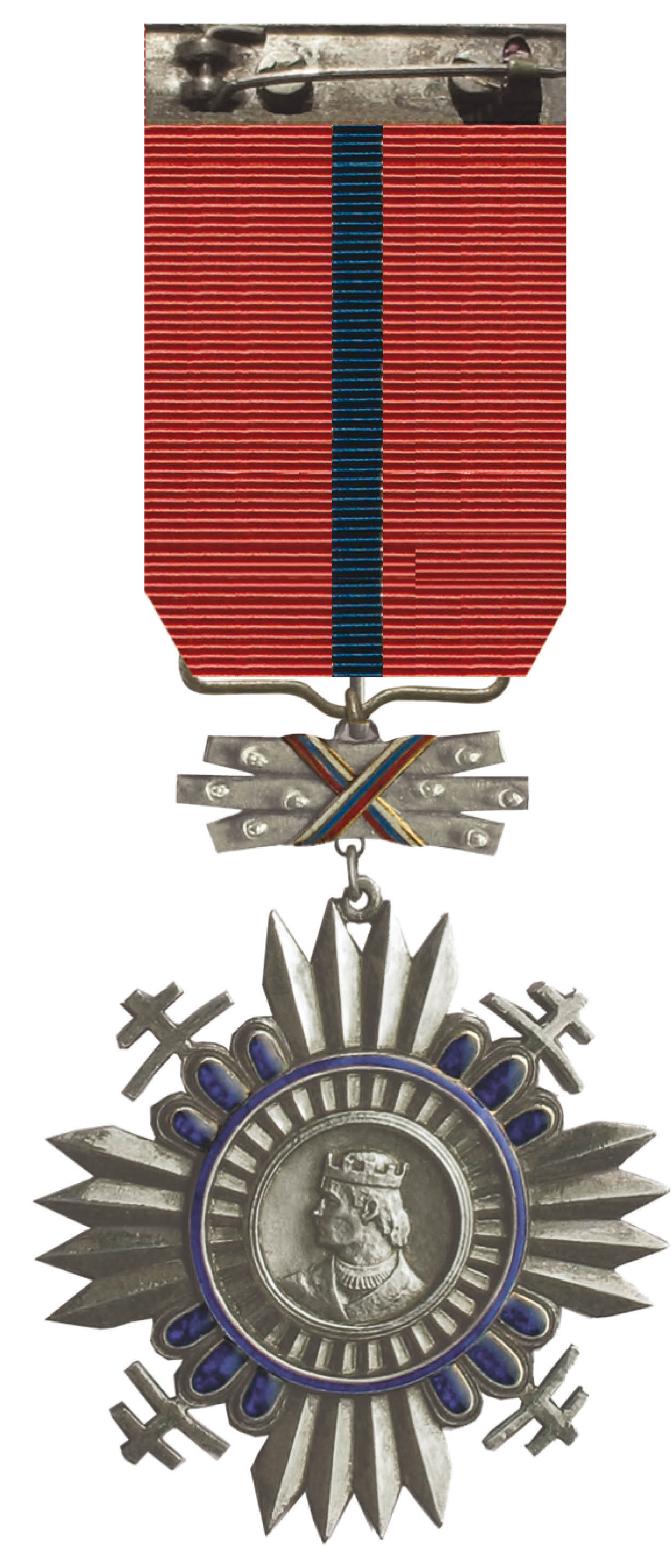
5. Klasse
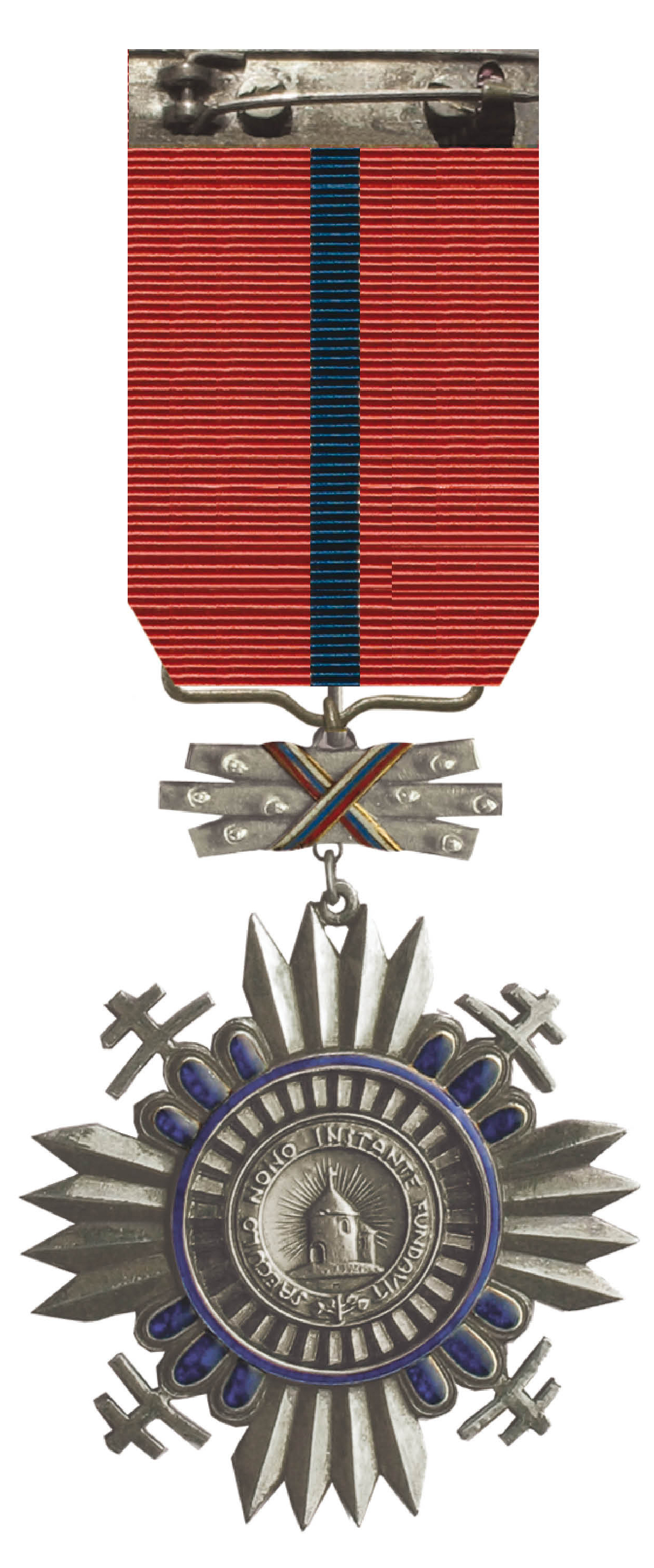
Revers der 5. Klasse
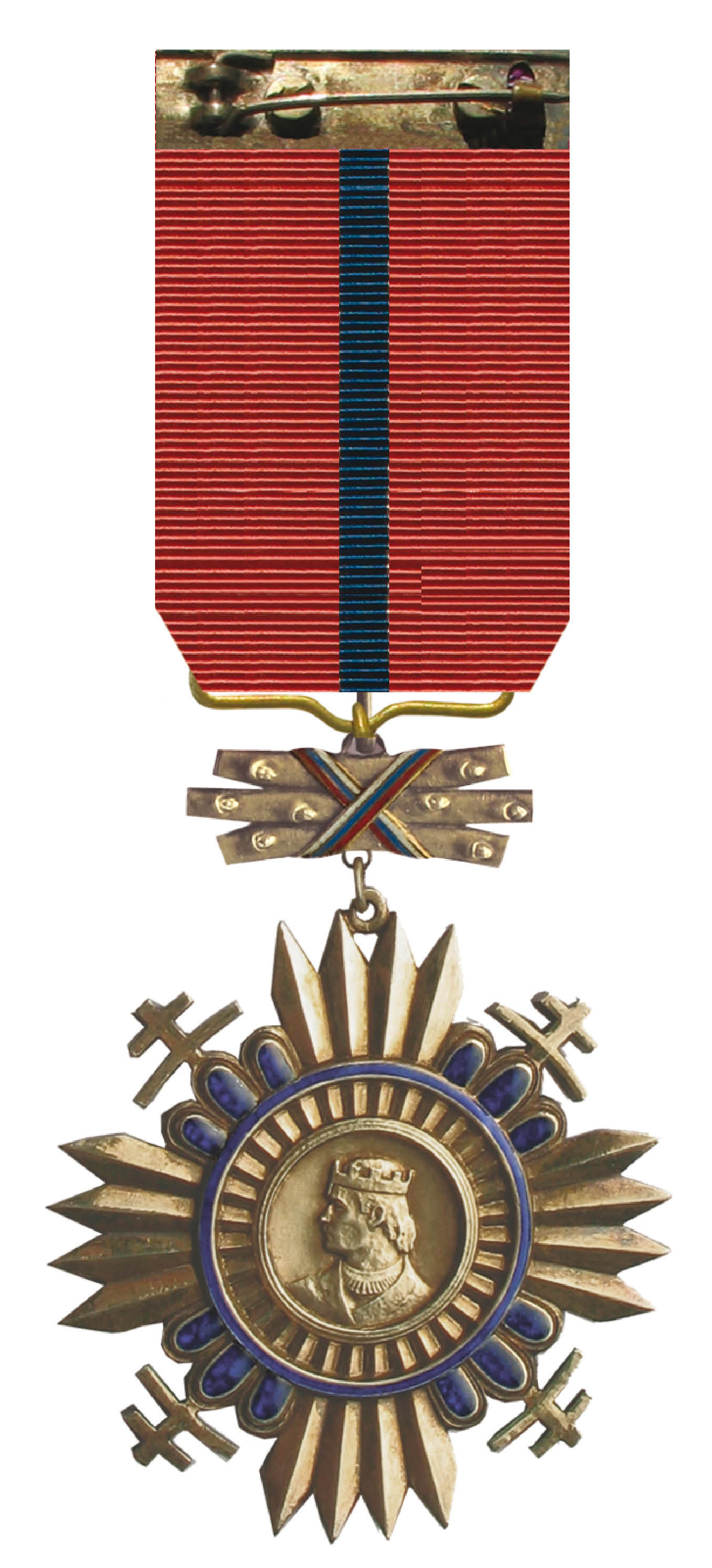
4. Klasse
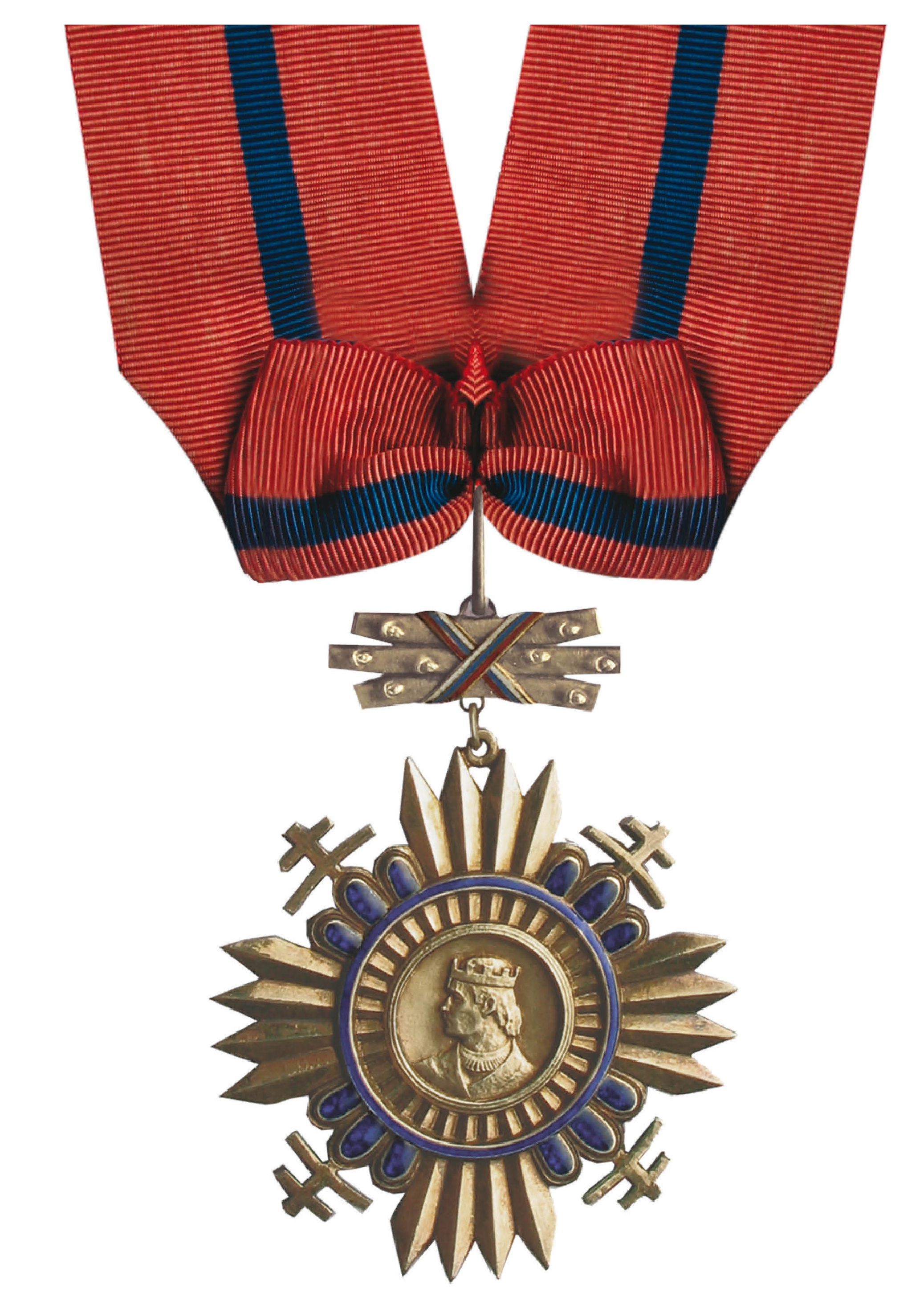
3. Klasse
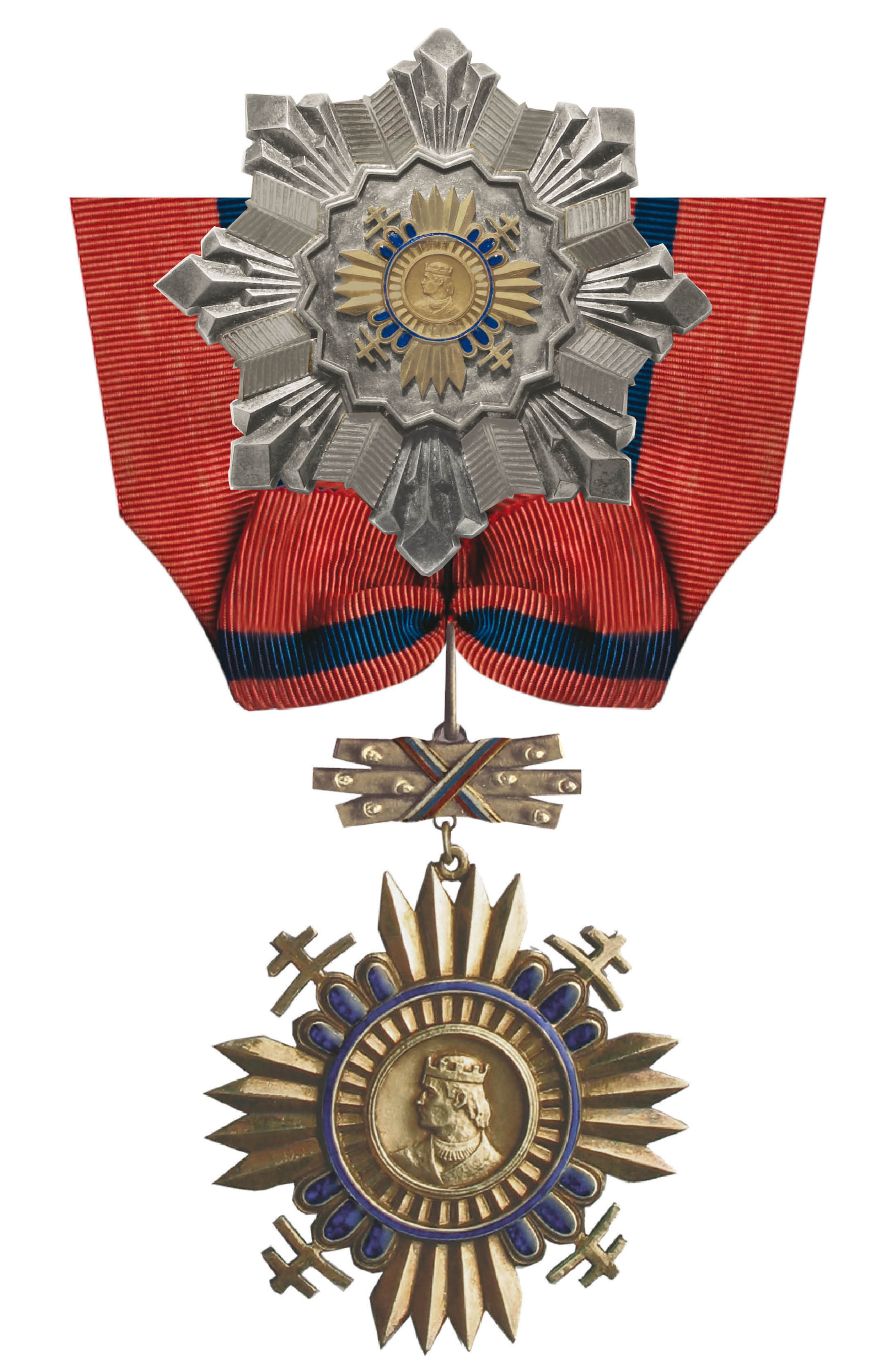
2. Klasse
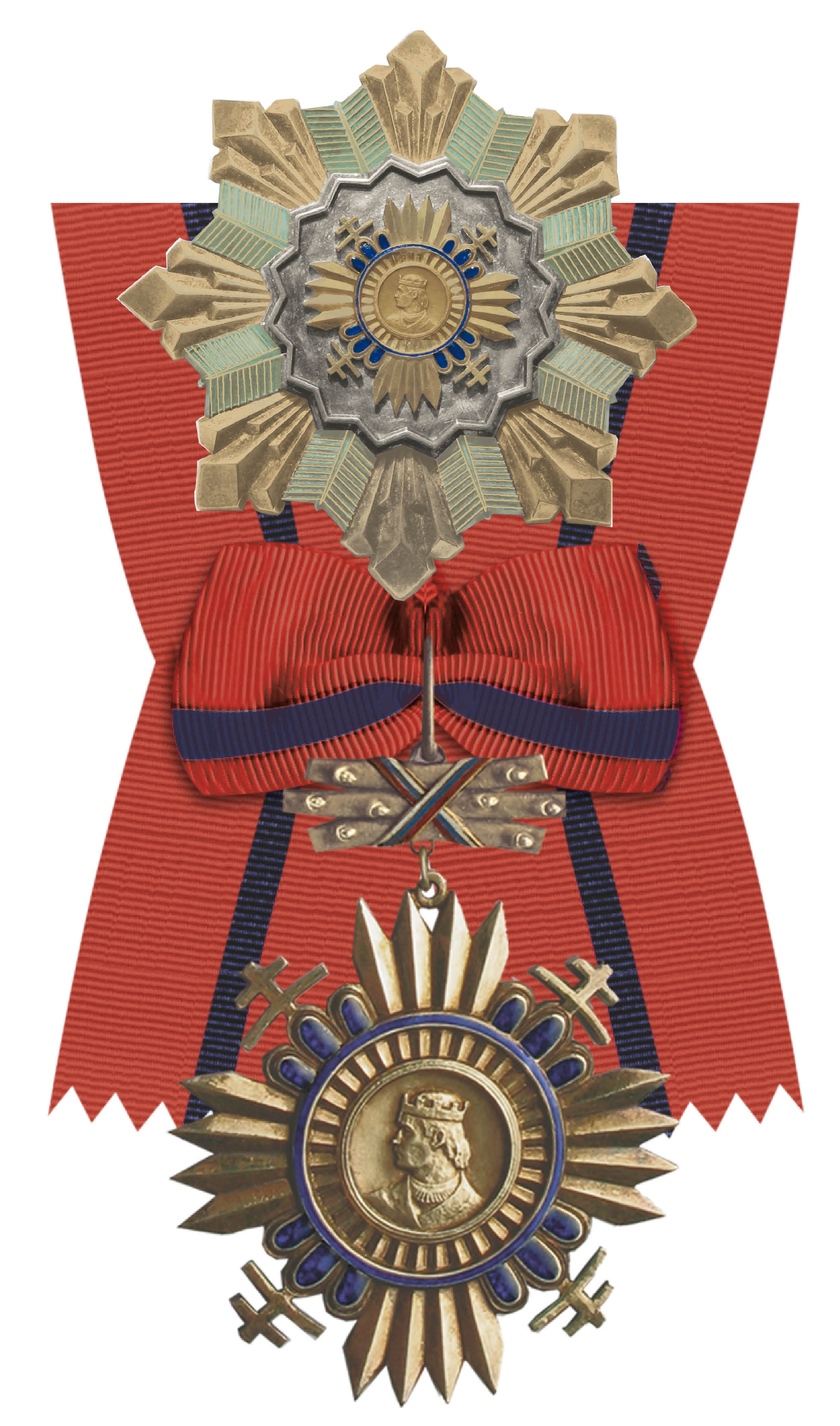
1. Klasse
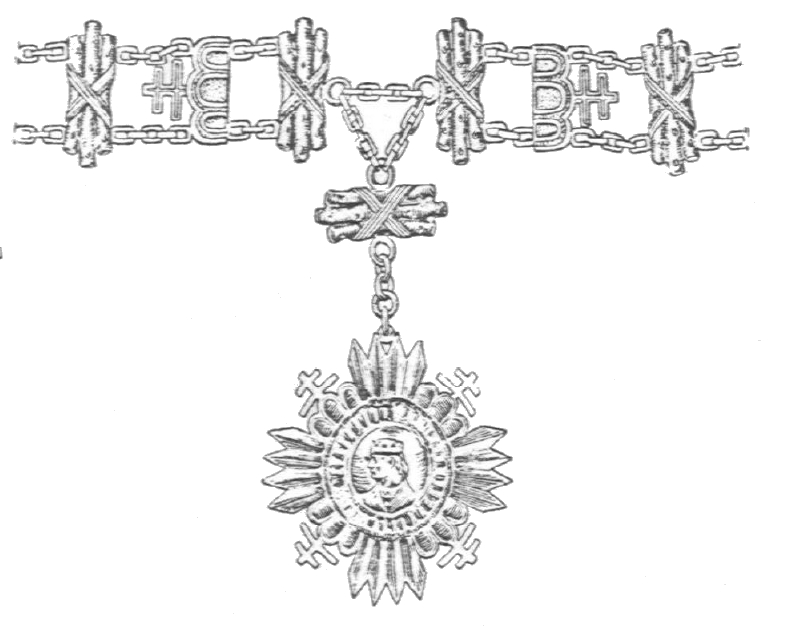
Collane des Fürst Pribina Ordens mit Ordensdekoration

## Ordensdekoration
Das Ordenszeichen ist ein vierstrahliger Stern mit je vier Strahlen in jedem Bündel. Zwischen den Strahlen befinden sich stilisierte blau emaillierte Nachbildungen der „Drei Hügel“ aus dem Staatswappen, aus denen Patriarchenkreuze hervorgehen. Das runde Medaillon des Ordenszeichens zeigt eine Abbildung des nach rechts blickenden bekrönten Fürsten Pribina in einer runden goldenen Umrahmung. Im Revers eine Kapelle, die von einem Reif mit der Inschrift SALCULO NONO INSTANTE FUNDAVIT umschlossen ist.
Der Bruststern der I. und II. Klasse ist rundlich mit acht kleinen Spitzen. Im Medaillon ist die Abbildung des Ordenszeichens zu sehen.
Die Collane besteht aus zweierlei Gliedern: dem Emblem der faschistoiden Hlinka-Partei (HSĽS, Hlinkova slovenská ľudová  strana) und einer Abbildung der Drei Hügel mit dem aus ihnen steigenden Patriarchenkreuz, die durch einfache goldene Ketten miteinander verbunden sind.